# Nosso Amor Rebelde
Nosso Amor Rebelde – drugi album RBD, który zawiera covery z poprzedniej płyty. Jest to portugalska wersja Nuestro Amor, album został wydany w 2006 roku w Brazylii.

## Lista utworów
1. Nosso Amor
2. Feliz Aniversário
3. Esse Coração
4. Venha de Novo o Amor
5. Ao Seu Lado
6. Fora
7. O Que Houve Com O Amor
8. O Que Há Por Trás
9. Atrás de Mim
10. Só para Você
11. Uma Canção
12. Así Soy Yo
13. Me Voy
14. Nuestro Amor (video)